# Ургуново
Ургуново (баш. Өргөн) — село в Учалинском районе Башкортостана России, относится к Учалинскому сельсовету.

## Географическое положение
Расстояние до:
- районного центра (Учалы): 16 км,
- центра сельсовета (Учалы): 8 км,
- ближайшей железнодорожной станции (Учалы): 8 км.

## Население
| 2002 | 2009 | 2010 |
| ---- | ---- | ---- |
| 613  | ↗658 | ↘569 |

## Религия
В селе есть мечеть Хаммат.

## Достопримечательности
Озеро Ургун и Ургунский бор — памятник природы.